# 大汶口遗址
大汶口遗址位于中国山东省泰安市岱岳区大汶口镇大汶河畔，是一处新石器时代遗址，1982年被列为第二批全国重点文物保护单位。
大汶口遗址于1959年首次发现，经过三次大规模考古发掘，探明其遗址范围达82万平方米左右，历史跨度有2500多年。 大汶口文化因大汶口遗址而得名。
在本遺址中發現的一具顱骨，顯示出可能的早期頭部穿孔技術。
- 彩陶盉，大汶口文化，1959年大汶口出土
- 白陶鬶1，大汶口文化，1959年大汶口出土
- 彩陶背壶，大汶口文化，1959年大汶口出土
- 骨雕筒，大汶口文化，大汶口遗址出土
- 玉鉞，大汶口文化，大汶口出土
- 玉镯，大汶口文化，大汶口出土
- 石鉞，大汶口文化，大汶口遗址出土
- 束发獠牙，大汶口文化，大汶口遗址M105出土

- [1] 鬹（汉语拼音：guī），中國新石器时期的一种陶制的炊事用具，用三只腳承托。按《说文》中的的釋義是鬶，三足釜也，有柄喙。而清朝段玉裁所著《說文解字注》的釋義則是有柄可持，有喙可写物。